# Raški upravni okrug
Raški upravni okrug (ćirilično: Рашки управни округ) nalazi se u sjeveroistočnom dijelu Srbije. Sjedište okruga je grad Kraljevo s 57 414 stanovnika. Dio teritorija okruga nalazi se u Sandžaku.

## Općine
Raški upravni okrug sastoji se od pet općina.
Općine su:
- Kraljevo
- Novi Pazar
- Raška
- Tutin
- Vrnjačka Banja

## Stanovništvo
Prema popisu stanovništva iz 2002. godine u Raškome okrugu živi 291.230 stanovnika, raspoređenih u 359 naselja od čega devet gradova i 350 seoskih naselja. Prosječna gustoća naseljenosti je 	74,3 stan./km².
Prema podacima iz 2002. godine, etnički sastav stanovništva je:
- Srbi = 189 845
- Bošnjaci = 93 921
- Muslimani = 1895
- Romi =  1279